# Femme fragile
Der Ausdruck femme fragile (dt. „zerbrechliche Frau“) ist das begriffliche Gegenstück zur selbstsicher auftretenden femme fatale.

## Kennzeichen
Dieses Frauenbild findet sich vor allem in der Zeit von 1890 bis 1905. Eine femme fragile ist der femme fatale in einigen Punkten ähnlich, doch die femme fragile setzt ihre Pläne eher im Geheimen durch, die femme fatale dagegen in der Öffentlichkeit. Äußerlich sei die femme fragile „zartgliedrig [...] schmal, müde [...], von fast kindlicher Gestalt.“ Ihr Teint offenbare „Morbidität“ und Züge „erhöhter Kränklichkeit“.
Schließlich ist eine femme fragile auch eine Frau, die alleine zu schwach und hilflos scheint, und deshalb des Schutzes eines Mannes bedarf.

## Beispiele aus der Literatur
Arthur Schnitzler, einer der bedeutendsten Autoren der Wiener Moderne, verwendete gerne solche Frauengestalten in seinen Werken. Hugo von Hofmannsthal nannte diesen „Frauentyp eine Kokotte in Moll“. In Gerhart Hauptmanns Novelle „Bahnwärter Thiel“ wird die Figur der femme fragile in Minna verwirklicht. Ein charakteristisches Beispiel ist auch die Figur der Claribel in Le Crépuscule des Dieux (1884) des französischen Décadence-Autors Élémir Bourges (Übersetzung ins Deutsche 2013 unter dem Titel Götterdämmerung).